# Nelson Francelino Ferreira
Dom Nelson Francelino Ferreira (Sapé, 26 de fevereiro de 1965) é um bispo católico brasileiro. É o bispo diocesano de Valença.

## Presbiterato
De 1983 a 1985 estudou no Seminário Arquidiocesano do Rio de Janeiro e estudou Filosofia na Faculdade Eclesiástica de Filosofia "João Paulo II" no Rio de Janeiro. Estudou Teologia no Instituto de Teologia, de 1986 a 1994. Ele obteve uma licenciatura e um doutoramento em Teologia Pastoral na Pontifícia Universidade Católica do Rio de Janeiro, de 1994 até o ano 2000.
Foi ordenado sacerdote 4 de agosto de 1990 e na Arquidiocese de São Sebastião do Rio de Janeiro ocupou os seguintes cargos: pároco da Paróquia São Luiz, Rei de França, em Costa Barros, em 1990, vigário da Paróquia Sagrada Família , em 1991. Foi pároco da Paróquia São Marcos, na Barra da Tijuca, de 1999 a 2008. Desde 2008, foi pároco na Paróquia Nossa Senhora da Glória, em Laranjeiras, na cidade do Rio de Janeiro, onde permaneceu até ordenar bispo auxiliar.

## Episcopado
Aos 24 de novembro de 2010 foi nomeado pelo Papa Bento XVI como bispo-titular de Alava e auxiliar da Arquidiocese de São Sebastião do Rio de Janeiro. Sua ordenação episcopal occoreu no dia 5 de fevereiro de 2011, na  Catedral Metropolitana de São Sebastião do Rio de Janeiro, alem dele também foram ordenados bispos  Dom Paulo Cesár Costa e  Dom Pedro Cunha Cruz, sendo celebrantes  Dom Orani João Tempesta,  Dom Frei Elias Manning e  Dom Rafael Llano Cifuentes.
Como bispo, na Arquidiocese do Rio de Janeiro, exerce os cargos de: Vigário-geral; animador do Vicariato Episcopal Oeste; da Pastoral Presbiteral; Ministérios; Ensino Religioso nas escolas; Escolas Católicas; da Pastoral da Educação; Escolas de Fé Mater Ecclesiae e Luz e Vida; Ministérios Hierárquicos; Irmandades e Confrarias. É ainda professor do Seminário São José e da Faculdade São Bento.
No dia 12 de fevereiro de 2014 o Papa Francisco o nomeou bispo da Diocese de Valença.
Em junho de 2015, foi nomeado membro da Comissão Episcopal Pastoral para a Juventude, da Conferência Nacional dos Bispos do Brasil, corresponsável pelo acompanhamento das Pastorais da Juventude do Brasil (PJ, PJE, PJMP e PJR), e, posteriormente, eleito Presidente dessa Comissão em maio de 2019.